# Sèvremont
Sèvremont é uma comuna francesa na região administrativa do País do Loire, no departamento da Vendeia. Estende-se por uma área de 88.64 km². Em 2010 a comuna tinha 6 690 habitantes (densidade: 75,5 hab./km²).
Foi criada em 1 de janeiro de 2016, a partir da fusão das antigas comunas de La Flocellière, Les Châtelliers-Châteaumur, La Pommeraie-sur-Sèvre e Saint-Michel-Mont-Mercure.